# Погруддя імператора Карла V
«Погру́ддя імпера́тора Ка́рла V» (нім. Büste Kaiser Karls V.) — скульптурний портрет із бронзи роботи італійського скульптора Леоне Леоні (1509—1590). Створений з близько 1555 року. Зберігається у Кунсткамері у Музеї історії мистецтв, Відень.

## Опис
На погрудді зображений портрет імператора Священної Римської імперії Карла V (1500—1558). Портрет імператора виглядає природно, з опущеними плечима і замисленим поглядом направленим удалину. Реалістичність настільки велика, що погруддя виготовлене порожнім, як і обладунки. Обладунки відповідають тим, які Карл V використовував у битві при Мюльбергом у 1547 році (зараз вони знаходяться у збройовій палаті у Мадриді). Зображення імператора підтримують Геркулес, Мінерва та імперський орел — навмисне посилання до давньоримських погрудь доби Імперії.
Леоне Леоні прибув з Мілану до Брюсселя, аби створити портрет Карла V.